# Cahul rajon
Cahul rajon (rumänska: Raionul Cahul) är ett distrikt i södra Moldavien med en yta på 1 447 km² och cirka 119 200 invånare (2005). Den administrativa huvudorten är Cahul.